# Cristiano Piccini
Cristiano Piccini (Florencia, 26 de septiembre de 1992) es un futbolista italiano que juega de defensa en el Yverdon-Sport F. C. de la Superliga de Suiza.

## Trayectoria
Debutó en la serie A con la ACF Fiorentina en diciembre de 2010, siendo cedido en las temporadas siguientes sucesivamente a Carrarese Calcio, Spezia Calcio 1906 y Associazione Sportiva Livorno Calcio. En la temporada 2014/15 fue cedido al Real Betis Balompié, equipo con el que consiguió ganar el título de la Segunda División y ascender a Primera División de la liga española. Tras ello, el 9 de julio de 2015 es contratado de manera definitiva por el Real Betis por cuatro temporadas.
Al finalizar la temporada 2016-17 se hizo oficial su contratación por el Sporting Clube de Portugal de la Primeira Liga de Portugal. Una temporada después, fichó por el Valencia Club de Fútbol.
El 9 de septiembre de 2020 fue cedido una temporada al Atalanta B. C., que se guardaba una opción de compra al final de la misma. En enero de 2021 la cesión se canceló y regreso al conjunto ché, abandonándolo de manera definitiva un año más tarde después de ser traspasado al Estrella Roja de Belgrado.
El 6 de septiembre de 2022, tras haber abandonado el conjunto serbio en el mes de julio, firmó por el 1. F. C. Magdeburgo alemán. Allí estuvo hasta enero de 2024, momento en el que volvió a Italia para jugar lo que restaba de temporada en la U. C. Sampdoria.
Luego de terminar su contrato con la Sampdoria, en julio de 2024 fichó por el equipo mexicano Atlético de San Luis, en donde permaneció hasta febrero de 2025 cuando solicitó la rescisión de su contrato por motivos personales. Entonces regresó a Europa y se unió al Yverdon-Sport F. C. suizo.

## Selección nacional
Es internacional con la selección de fútbol de Italia.

## Clubes
| Club                           | País     | Año       |
| ------------------------------ | -------- | --------- |
| ACF Fiorentina                 | Italia   | 2010-2015 |
| Carrarese Calcio 1908 (cedido) | Italia   | 2011-2012 |
| Spezia Calcio (cedido)         | Italia   | 2012-2013 |
| A. S. Livorno (cedido)         | Italia   | 2013-2014 |
| Real Betis Balompié (cedido)   | España   | 2014-2015 |
| Real Betis Balompié            | España   | 2015-2017 |
| Sporting C. P.                 | Portugal | 2017-2018 |
| Valencia C. F.                 | España   | 2018-2022 |
| Atalanta B. C. (cedido)        | Italia   | 2020-2021 |
| Estrella Roja de Belgrado      | Serbia   | 2022      |
| 1. F. C. Magdeburgo            | Alemania | 2022-2024 |
| U. C. Sampdoria                | Italia   | 2024      |
| Atlético de San Luis           | México   | 2024-2025 |
| Yverdon-Sport F. C.            | Suiza    | 2025-     |

## Palmarés

### Títulos nacionales
| Título                      | Club                      | País     | Año     |
| --------------------------- | ------------------------- | -------- | ------- |
| Copa de la Liga de Portugal | Sporting de Lisboa        | Portugal | 2017-18 |
| Copa del Rey                | Valencia C. F.            | España   | 2018-19 |
| Superliga de Serbia         | Estrella Roja de Belgrado | Serbia   | 2021-22 |
| Copa de Serbia              | Estrella Roja de Belgrado | Serbia   | 2021-22 |